# Látrány-puszta Természetvédelmi Terület
A Somogy vármegye északi részén található Látrány-puszta Természetvédelmi Terület a Balaton-felvidéki Nemzeti Park Igazgatóság egyik védett területe. A 223,6 hektáros területet 1977 óta védett, 1992 óta országos jelentőségű természetvédelmi terület.

## Földrajz
A látrányi rét Látrány falutól keletre és délkeletre, Visztől nyugatra–északnyugatra terül el, a 67-es út új nyomvonalának nyugati szomszédságában. A környező területeket lösz borítja, ám ezen a területen a homokpuszta jellemző, amelynek felszínét alacsony homokbuckák illetve időszakos vízfolyások széles, lapos völgyei teszik változatossá, emellett pedig a homokbányászat által ejtett tájsebek is alakítják a felszínt. Az ilyen felszínre jellemző, hogy kis szintkülönbségek is jelentős eltérést eredményeznek a talaj vízellátottságában, ezért kis területen belül egészen eltérő növénytársulások váltakoznak: előfordulnak itt száraz homokpusztai rétek, jó vízellátottságú láprétek, üde kaszálórétek és erdős területek is.
A terület a 14. században királyi birtok volt, azóta a 20. századig különböző főúri családok birtokolták. Tengerszint feletti magassága 116,8 és 143,1 méter között váltakozik. Földtani alapja harmadidőszaki üledékekből áll, a felszínt azonban negyedidőszaki üledékek fedik. Az alacsonyabban fekvő rész egykor a Balaton öblözete volt, az itt felhalmozódott tavi homokot pedig később az északi szelek áthalmozták, buckákat építettek belőle a magasabb, nyugati részeken. A keleti, alacsonyabban fekvő részen a Tetves-patak üledékei fedik a felszínt: a felszíni vizeket ez a patak szállítja a Balatonba. A talajvíz a völgyekben 2–4 méter mélyen fordul elő, kalcium-magnézium-hidrokarbonátos jellegű, kiterjedten nitrátosodott.
Az évi napsütéses órák száma 2000, az évi középhőmérséklet 10,2 °C, a nyári maximumok átlaga 33,5, a téli minimumoké -15 °C. A nyílt homokfoltok tűző napsütésben akár 55–60 °C-ra is felmelegedhetnek. A fagymentes időszak átlagosan 205 napos, a hótakarós napok száma 35–38. Évente átlagosan 650 mm csapadék hull, ebből 400–420 mm a vegetációs időszakban. A terület felett éjszaka gyakori a ködképződés, a láprétek felett magas a páratartalom.
Abban, hogy a terület arculata és az élővilág sokáig jórészt változatlan formában maradt fenn, nagy szerepet játszott a hagyományos gyepgazdálkodás. Az üde gyepeken és a lápréteken kaszáló művelést alkalmaztak, a szárazabb gyepeken legeltettek (többnyire juhot és marhát).
A 20. század elején Tukora Péter által működtetett malom, a Tukora-malom épülete ma is áll.

## Élővilág
A látrányi pusztán elsősorban a növényvilág gazdag, több mint harminc védett faj is előfordul itt, nem egy közülük tízezres vagy százezres nagyságrendű példányszámban. A térségben csak itt él a vidrafű, a fehérmájvirág, a homoki szalmagyopár és a szúnyoglábú bibircsvirág. Állatai közül a rovarok között fordul elő sok védett faj, köztük például a mocsári tarkalepke, a nagy tűzlepke, a vérfű-hangyaboglárka, a zanótboglárka és a skarlátbogár.

## A kultúrában
A látrányi rét Fekete István A koppányi aga testamentuma című regényében is megjelenik: itt vívja egymással párbaját Babocsai László és Oglu, a koppányi aga.

## Képek

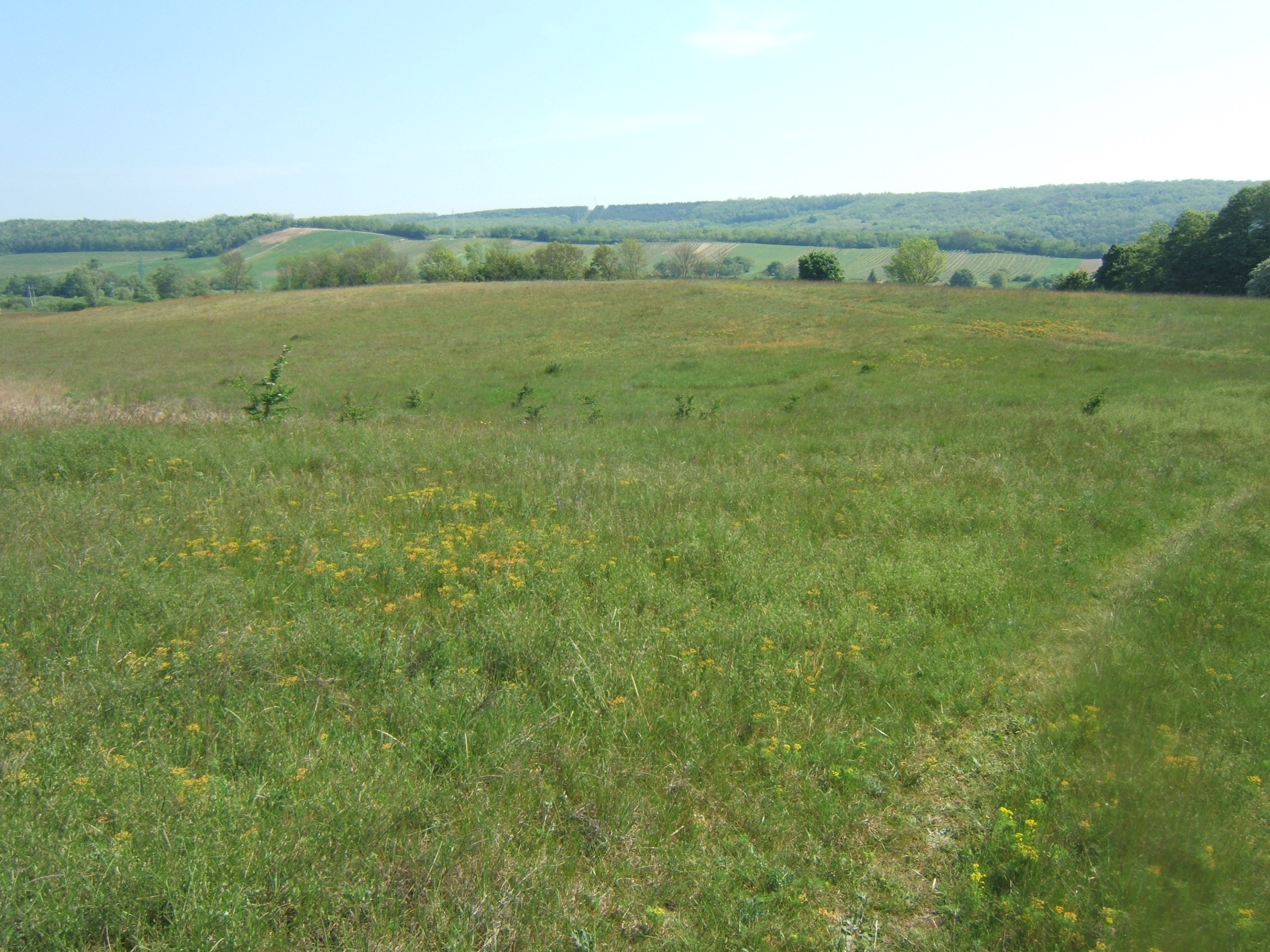
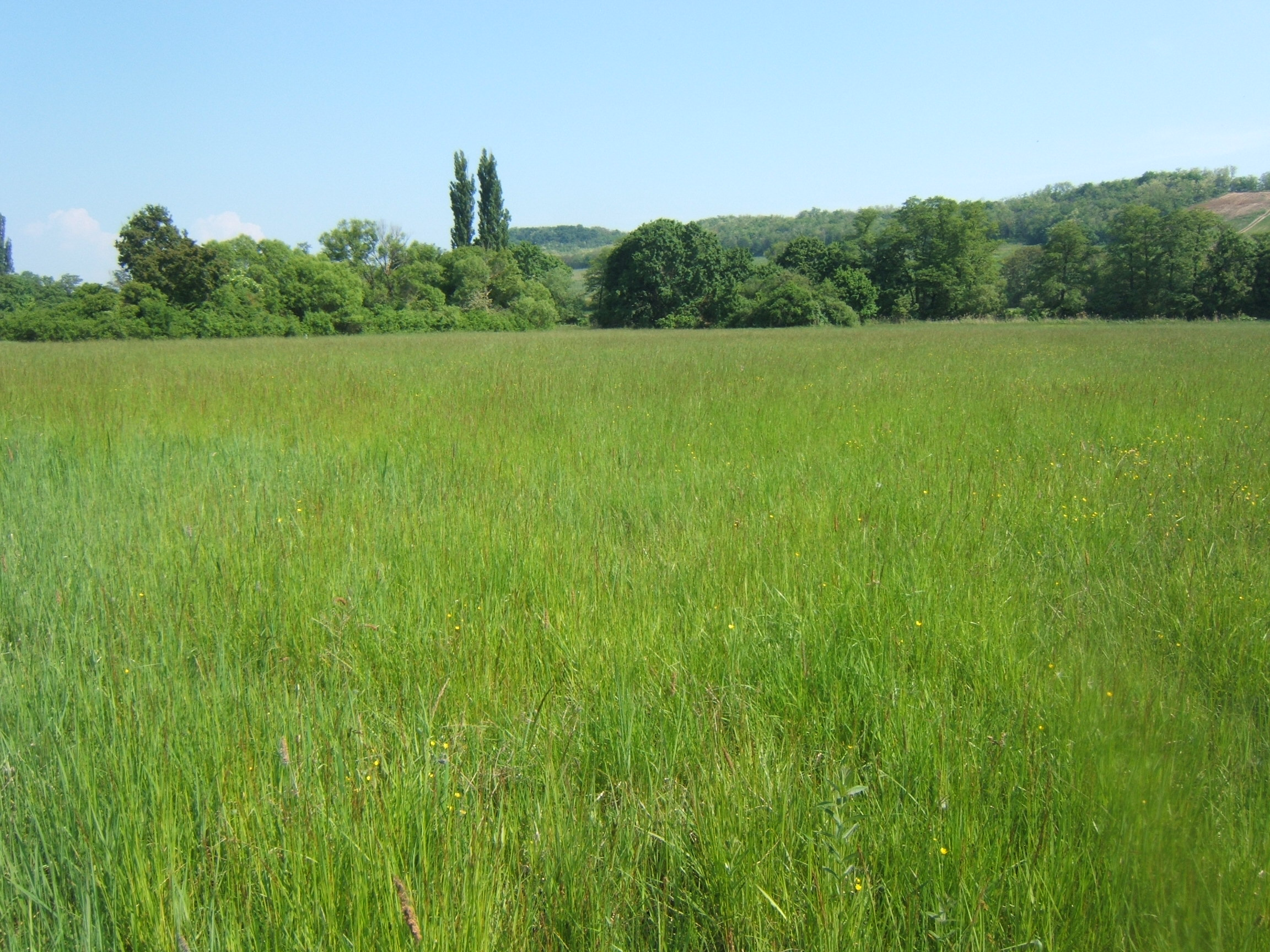
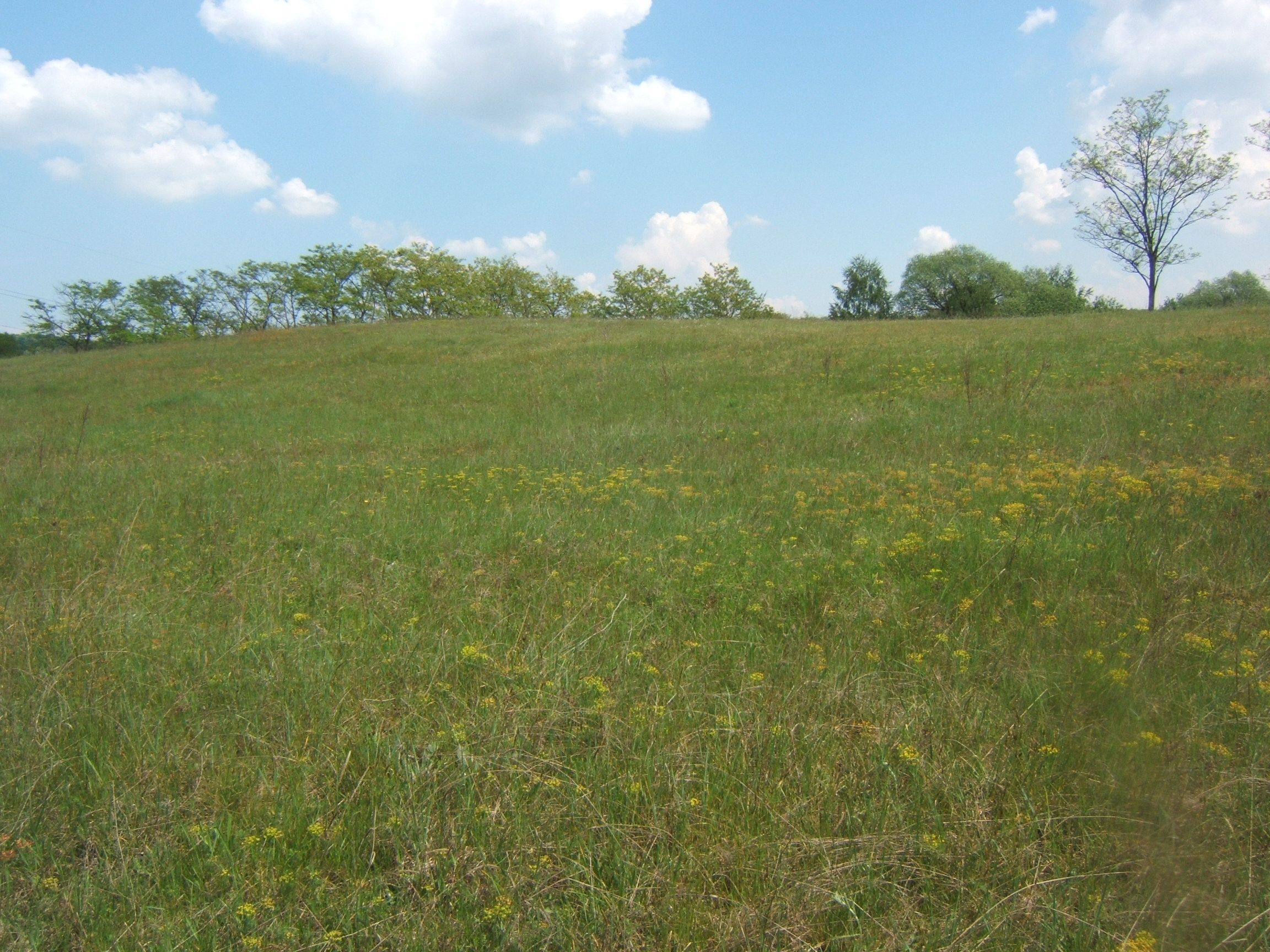
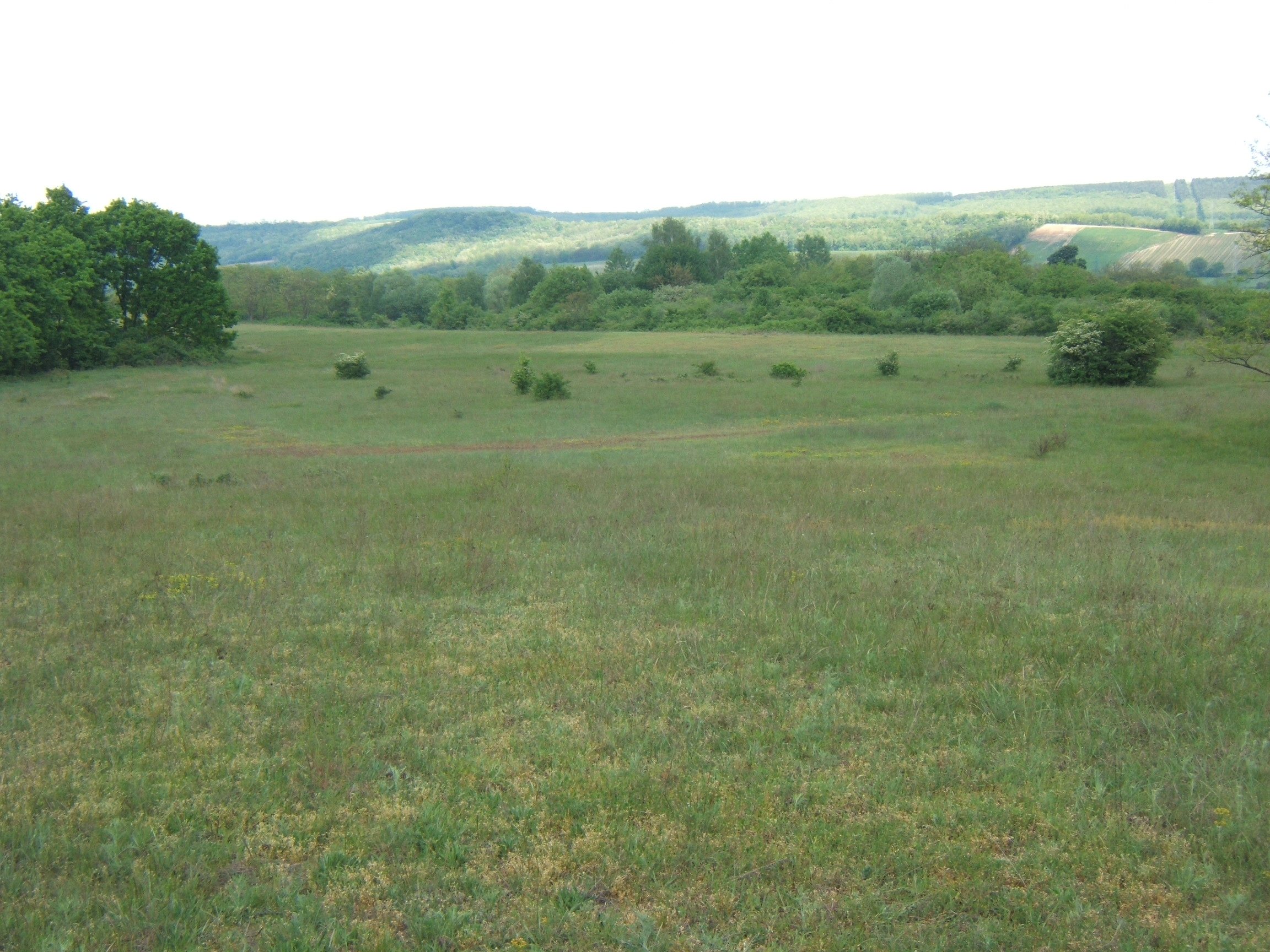